# 棲霞公主
棲霞公主（1571年—1572年），名朱堯㜢，明朝公主，明穆宗第七女。母親是秦淑妃。
隆庆五年（1571年）七月出生，隆庆六年（1572年）九月夭折，年仅一岁。同年十二月初九日葬于金山之原。
《明史》失载这位公主的传记，而野史《宛署杂记》载之，在墓志出土后得到确证。